# Seconde guerre de Tchétchénie
Pour les articles homonymes, voir Guerres en Tchétchénie.
Conflit russo-tchétchène
Batailles
Offensive russe (1999-2000)
- Bombardement aérien russe
- Bombardement d'Elistanji
- Attaque au missile de Grozny
- Bombardement de Chami-Yourt
- Fusillade d'un convoi de réfugiés à Grozny
- Grozny
- Massacre de Staropromyslovsky
- Bombardement de Katyr-Yurt
- Massacre de Novie Aldi
- Sommet 776
- Komsomolskoïe
- Incident fratricide de l'OMON
- Embuscade de Djani-Vedeno (en)

Phase de guérilla (2000-2009)
- Embuscade de Galachki
- Attentats suicides de juin 2000
- Attentats suicides de juillet 2000
- Opération Alkhan-Kala
- Vedeno
- Accident du Mi-8 à Grozny
- Opération Tsotsin-Yourt
- Accident du Mi-8 à Chelkovskaïa
- Embuscade de l'OMON à Grozny
- Accident d'un Mi-26 à Khankala
- Attentat du 27 décembre 2002 à Grozny
- Attentat suicide à Znamenskoïe
- Raid de Nazran (en)
- Raid sur Avtoury
- Raid sur Grozny
- Raids au Daghestan
- Opération de Borozdinovskaïa
- Attentat de Makhatchkala
- Attaque de Naltchik
- Combat de Guimry
- Embuscade d'Avtoury
- Accident d'hélicoptère de Vladikavkaz
- Incident fratricide
- Accident d'un Mi-8 à Chatoï

La seconde guerre de Tchétchénie (ou deuxième guerre de Tchétchénie) est un conflit armé opposant l'armée fédérale russe aux indépendantistes tchétchènes du 26 août 1999 au 6 février 2000, jour de la prise de Grozny, la capitale de la république, par les troupes russes. Cependant, des opérations de contre-insurrection perdurent jusqu'au 16 avril 2009 et un conflit de basse intensité se fait sentir encore pendant des années,.
La guerre se solde par l'« extermination partielle » du peuple tchétchène et par la réintégration de la Tchétchénie dans la fédération de Russie. Il s'agit à l'époque du conflit le plus violent qu'aient connu l'Europe et l'ex-URSS depuis la Seconde Guerre mondiale, certains commentateurs allant même jusqu'à parler de « génocide »,,,,.

## Contexte

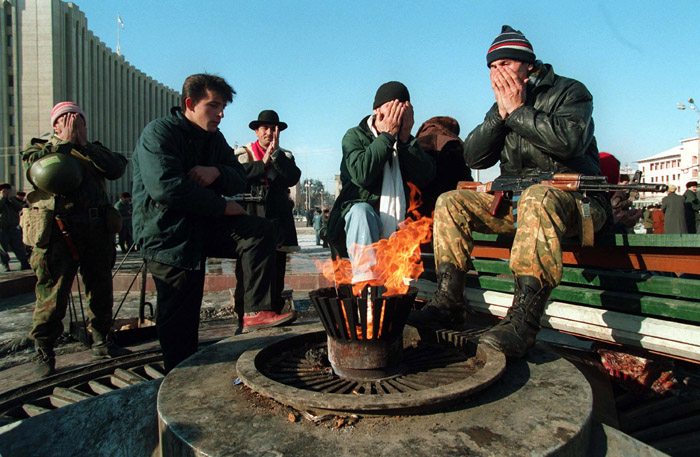
Combattants tchétchènes priant à l'extérieur du palais présidentiel de Grozny pendant le premier conflit russo-tchétchène en décembre 1994.

Le premier conflit qui embrase la petite république de Tchétchénie, située dans le Caucase du Nord russe, s'achève en août 1996. Aslan Maskhadov, chef d'état-major tchétchène, et Alexandre Lebed, secrétaire du Conseil de sécurité russe, signent les accords de Khassaviourt, qui, sans préciser explicitement le statut de la Tchétchénie, prévoient de clarifier d'ici cinq ans les « bases des relations mutuelles » entre les deux parties. En janvier 1997, se déroule l'élection présidentielle en Tchétchénie dont Maskhadov sort vainqueur avec 59 % des voix. Le 12 mai 1997, il signe avec le président russe Boris Eltsine un traité de paix qui prévoit d'établir « de solides relations égales et mutuellement bénéfiques » entre la fédération de Russie et la république tchétchène d'Itchkérie et met fin à « 400 ans » de conflit russo-tchétchène en ouvrant une « ère de paix » entre les deux entités.
Mais Maskhadov n'arrive pas à maîtriser ses chefs de guerre qui rêvent d'un Caucase islamique destiné à regrouper toutes les républiques voisines, à l'image de l'ancienne Ciscaucasie démantelée au XIXe siècle lors de la guerre du Caucase.
Les éléments les plus radicaux, dirigés par les chefs de guerre Chamil Bassaïev et Khattab font, le 7 août 1999, une incursion au Daghestan, une république du Caucase russe voisine de la Tchétchénie, sous prétexte de porter secours aux rebelles islamistes locaux pilonnés dans leurs fiefs par les forces fédérales russes,.
Du 31 août au 16 septembre 1999, surviennent cinq explosions en Russie, trois à Moscou et deux autres en province, entraînant la mort de plus de 300 personnes,. Elles sont attribuées par les autorités russes aux indépendantistes tchétchènes, certains y voyant une manipulation du FSB. Combinés à la volonté de Moscou de prendre sa revanche,,, envisagée, paraît-il, depuis des mois,, ces événements conduisent à une nouvelle guerre.

## Déroulement de la guerre

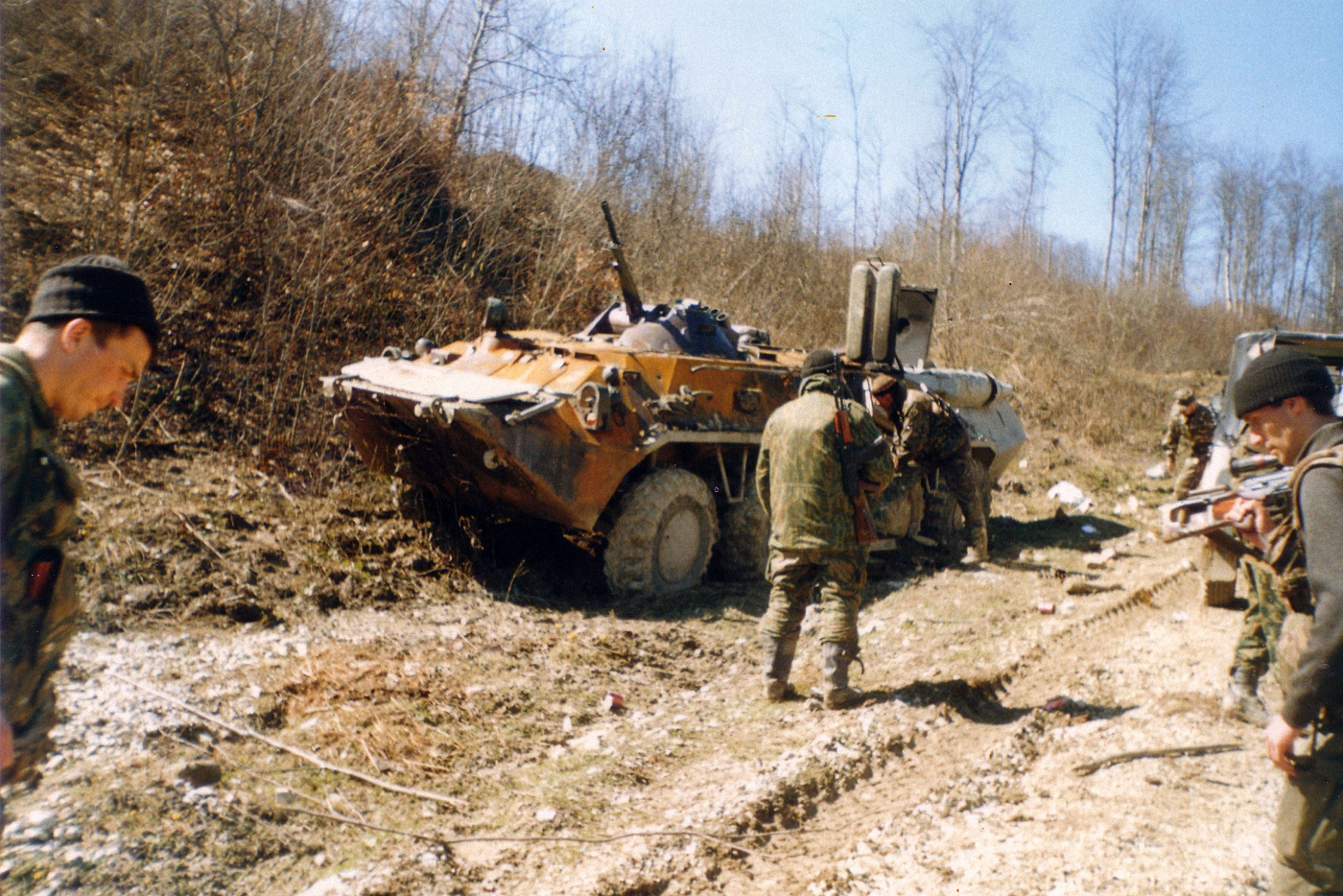
BTR-80 russe mis hors de combat après une embuscade en mars 2000.

Pour rétablir le contrôle russe sur la Tchétchénie, l'armée russe intervient dans la république séparatiste avec 140 000 hommes, le 1er octobre 1999. La seconde guerre (officiellement appelée « opération anti-terroriste ») commence. Après avoir contrôlé le nord de la république (les plaines au nord de la rivière Terek), l'opération russe dans le sud montagneux est un lent succès après des combats acharnés. Le bilan est plus meurtrier que lors du premier conflit. Le 21 octobre, des missiles russes sont lancés sur le centre de Grozny, notamment sur le marché et la maternité de la ville, tuant 120 personnes et en blessant 500,. Considéré par certains défenseurs des droits de l'homme comme un « crime contre l'humanité », le massacre est officiellement imputé par les autorités russes aux indépendantistes tchétchènes dont un dépôt de munitions aurait explosé au marché. Initialement, les Russes pensent que les séparatistes quitteront Grozny de leur propre initiative par crainte de faire face à une bataille tous azimuts et mettent en place un prétendu corridor sécurisé pour permettre l'évacuation des civils. Finalement, après une stratégie de bombardements intensifs et d'envoi de petits groupes d'infanteries spécialisés en combat urbain précédant les blindés, Grozny tombe après un siège qui dure du 25 décembre 1999 au 6 février 2000. Transformée en forteresse, les séparatistes tchétchènes s'étant préparés à l'assaut russe, le siège et les combats dévastent la capitale tchétchène comme aucune autre ville européenne depuis la Seconde Guerre mondiale ; en 2003, les Nations unies qualifient Grozny de « ville la plus détruite sur Terre ». Le bombardement de Katyr-Yurt, qui atteint une certaine notoriété en raison de la condamnation ultérieure de la Russie par la Cour européenne des droits de l'homme, a lieu dans ce contexte, le 4 février 2000. Le 2 mars 2000, 27 membres d'une colonne motorisée de l'OMON originaire de Serguiev Possad sont tués par un tir ami d'une autre unité de l'OMON originaire de Podolsk alors qu'ils sont venus les relever. Les rebelles tchétchènes sont d'abord accusés de l'attaque mais des journalistes indépendants découvrent les faits et forcent les autorités à admettre la vérité. Du 5 au 20 mars 2000, au village Komsomolskoïe (ou Saadi-Kotar), se déroule la dernière bataille d'envergure,,, qui fait au moins 625 morts du côté tchétchène.
Vladimir Poutine rétablit l'autorité de Moscou dans la totalité du territoire de la république, mais la guérilla indépendantiste continue jusqu'en 2006, voire plus tard, principalement dans les montagnes.

## Discours politique russe pendant le conflit
La grande majorité de la population russe, des journalistes et des intellectuels soutiennent la décision du Premier ministre, Vladimir Poutine, d'envahir la Tchétchénie,. « Nous ne nous emparons pas de nos villes, nous les libérons », déclare le ministre de la Défense, Igor Sergueïev. Après la chute de Grozny en février 2000, ses troupes rehissent sur la ville le même drapeau russe qu'elles avaient conservé avec elles au terme de leur campagne infructueuse de 1994-1996. Intransigeantes, elles disent aux Tchétchènes : « On va vous éradiquer en tant que nation ».
Tandis que l'offensive terrestre commence en octobre 1999, les bombardements aériens de la Tchétchénie démarrent dès le mois d'août. Le 23 septembre, l'aviation russe frappe à nouveau la Tchétchénie, dont l'aéroport Cheikh Mansour à Grozny, détruisant le seul avion de la république, le biplan An-2, employé pour l'agriculture et le parachutisme sportif pendant les fêtes. Vladimir Poutine dit ne pas avoir été au courant de l'attaque contre l'aéroport mais ajoute : « Les bandits seront pourchassés partout où ils se trouvent. […] S'ils se trouvent à l'aéroport, alors ce sera à l'aéroport ». Le lendemain, interrogé de nouveau sur ces frappes dont certaines auraient touché des quartiers résidentiels des banlieues de Grozny, il prononce sa phrase célèbre qui devient ensuite une expression populaire, entre dans des recueils d'aphorismes, devient une sorte de slogan pour sa campagne présidentielle et « immortalise » son nom : « On poursuivra les terroristes partout, dans les aéroports s'ils sont dans les aéroports et, excusez-moi, mais, s'il le faut, on les attrapera dans les toilettes, on les butera jusque dans les chiottes. La question est close ». En 2002, lors du sommet UE-Russie, Poutine répond de la même manière à un journaliste français qui l'avaient interpellé sur l'usage des mines antipersonnel en Tchétchénie, lesquelles tuaient, d'après lui, « beaucoup plus de civils que de terroristes » : « Si vous êtes prêt à devenir le plus radical des islamistes, et que vous êtes prêt à vous faire circoncire, je vous invite à Moscou. Je recommanderai qu'on fasse l'opération de telle manière que plus rien ne repousse »,.
La rhétorique de l'establishment militaire n'est pas moins vigoureuse que celle de Poutine. Le 11 janvier 2000, le général Viktor Kazantsev, commandant en chef des troupes russes en Tchétchénie, annonce : « Maintenant, seuls les enfants jusqu'à l'âge de 10 ans, les vieillards de plus de 60 ans et les femmes seront considérés comme des réfugiés », laissant entendre qu'il considère tout le reste de la population tchétchène comme des combattants en puissance,. L'un de ses subalternes, le général Vladimir Chamanov, commandant le front ouest de l'armée russe en Tchétchénie, avoue dans une interview qu'il considère les femmes et les enfants des combattants tchétchènes comme étant comme eux des « bandits ». Le général Sergueï Makarov, commandant le front Est, affirme que les Tchétchènes forment un « peuple parasite » et estime que la mère d'un commandant tchétchène, tuée lors d'une opération, « n'a eu que ce qu'elle mérite pour avoir élevé un tel loup ». L'adjoint du commandant d'une division d'infanterie motorisée, le colonel Anatoli Khrouliev, nommé chef du poste de contrôle entre la Tchétchénie et l'Ingouchie voisine, fermé fin octobre-début novembre 1999 pour des civils tchétchènes fuyant la zone des combats, se dit déterminé à ne pas laisser les Tchétchènes « se reproduire ». En août 2000, un autre colonel, qui commande le 503e régiment d'infanterie motorisée, Romane Chadrine, répond comme suit à la question de savoir quand la guerre terminera : « Nous n'avons qu'à laisser en vie 100 à 120 mille Tchétchènes, et nous pourrons dormir tranquilles pendant une trentaine d'années, jusqu'à ce qu'ils se reproduisent ». Quant aux officiers russes de grades moins élevés, ils répétent souvent : « Un bon Tchétchène est un Tchétchène mort »,,.
Un tel discours de la part des décideurs russes encourage l'armée russe à commettre en Tchétchénie des exactions : destructions de villes et villages non justifiées par les exigences militaires, attaques et bombardements de villes et de villages non défendus, exécutions sommaires et assassinats, tortures et mauvais traitements, viols de femmes et d'hommes, atteintes graves et intentionnelles à l'intégrité physique et à la santé de personnes ne participant pas directement aux hostilités, attaques délibérées contre la population civile et contre les moyens de transport et personnel sanitaire, arrestations et détentions arbitraires de civils, disparitions forcées, pillages des biens privés, extorsions de fonds, commerce des êtres humains, pressions exercées sur les personnes déplacées et prises d'otages de proches de rebelles,,,,,,. Ces violations sont massives, généralisées et systématiques,.

## Victimes

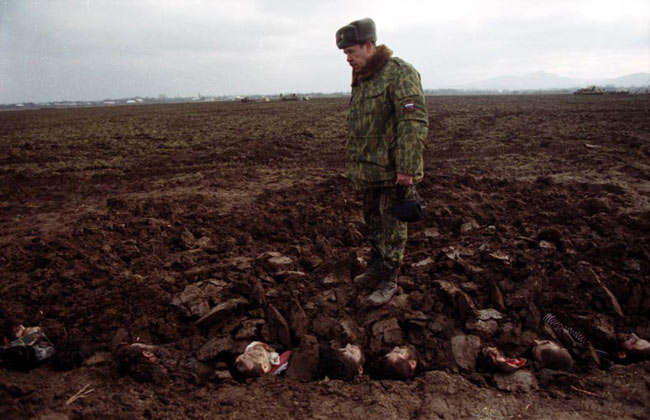
Soldat russe marchant sur une fosse commune à Saadi-Kotar.

Selon diverses estimations, les deux guerres font entre plusieurs dizaines de milliers, et 300 000, victimes en Tchétchénie, essentiellement des civils,. Les hostilités entraînent la destruction de plus de 80% des infrastructures de la république.
Les statistiques officielles russes recensent 4 572 morts et 15 549 blessés parmi les militaires de l'armée fédérale dans la période allant du 1er octobre 1999 au 23 décembre 2002. Les pertes des combattants tchétchènes sont évaluées par Moscou entre 13 000 et 15 000 hommes.
Le Comité des mères de soldats de Russie avance le chiffre de 12 000 morts du côté des forces armées russes, en se fondant sur les données recueillies dans les comités régionaux, en prenant en compte les soldats blessés au combat et morts des suites de leurs blessures. Ce chiffre circule beaucoup et est finalement déclaré proche de la réalité.

## Réactions internationales
La communauté internationale, et en particulier le Conseil de l'Europe, demande de manière timide une solution pacifique. Certains médias internationaux et plusieurs autres associations (dont Amnesty International et le Comité Tchétchénie) réclament de la communauté internationale, et en particulier des gouvernements américains et européens, une action diplomatique auprès du gouvernement russe pour mettre fin à des violations des droits de l'homme imputables aux militaires de l'armée fédérale et aux milices tchétchènes pro-fédérales, en l'absence de recours judiciaires réels. Ils exigent également la médiation internationale afin que s'établissent des négociations entre les nouvelles autorités tchétchènes et les séparatistes. Vladimir Poutine justifie son refus de négocier avec les rebelles en arguant un principe universel : « On ne négocie pas avec les terroristes et les criminels ». Il appelle les Occidentaux à ne pas faire preuve de « double morale ».
Comme lors de la précédente guerre russo-tchétchène, les chancelleries occidentales font l'objet de critiques de la part d'observateurs indépendants. Outre leur « tiédeur remarquable » et leur « capacité d'indignation inversement proportionnelle à la puissance de l'agresseur », ces observateurs leur reprochent d'avoir « sacrifié » le peuple tchétchène sur l'autel de la realpolitik en profitant des positions conciliantes de Moscou sur des dossiers bilatéraux en échange d'« une indifférence vis-à-vis d'un confetti d'empire sans intérêt vital pour l'Ouest » et « musulman de surcroît ».

## Événements postérieurs

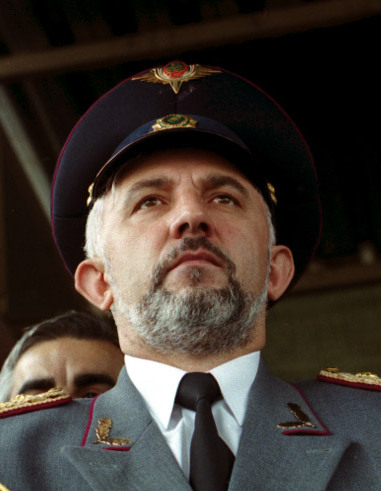
Aslan Maskhadov, chef du mouvement séparatiste tchétchène et président de la république tchétchène d'Itchkérie, tué le 8 mars 2005.

Après la fin des opérations militaires majeures, le président Poutine réaffirme les bases de la nouvelle politique de Moscou en Tchétchénie : transfert du maintien de l'ordre à la milice locale, élection d'un président et d'un parlement au suffrage universel, traité de délimitation des pouvoirs entre la fédération de Russie et la république de Tchétchénie et reconstruction. En outre, Moscou proclame officiellement l'amnistie pour des rebelles, mais en réalité aucun de ceux-ci ne semble à l'abri des poursuites. Malgré les assurances de normalisation de la part du Kremlin, quelques groupes de rebelles continuent, de façon sporadique, à mener des actes de résistance contre les troupes fédérales russes.
En 2005, plus de 200 combattants indépendantistes sont désarmés, selon le chef du FSB, Nikolaï Patrouchev. La mort d'Aslan Maskhadov le 8 mars 2005 porte un coup dur à la logistique des rebelles. Les attaques contre les forces fédérales prennent de plus en plus un caractère sporadique et moins coordonné. Selon la déclaration du président tchétchène Alou Alkhanov faite le 25 décembre 2005, la diminution sensible des activités des combattants atteinte en 2005 grâce, notamment, à la neutralisation de leurs chefs, permettrait maintenant de réduire encore les effectifs des forces fédérales russes dans la république, les organes de l'ordre locaux étant dorénavant aptes à garder la situation en Tchétchénie sous leur contrôle. Néanmoins, en 2007, on compte encore 80 000 militaires russes en Tchétchénie.
Après la mort d'Abdoul-Khalim Saïdoullaïev, Dokou Oumarov devient le chef du mouvement séparatiste. En dépit de la mort de plusieurs chefs indépendantistes, dont Oumarov en 2013, les affrontements entre les forces de l'ordre – troupes russes ou milices locales – et la rébellion subsistent jusqu'en 2021.
Le 16 avril 2009, le régime d'opération dit antiterroriste en vigueur en Tchétchénie depuis 1999 est levé.
La Ciscaucasie demeure, en 2012, la zone des conflits armés les plus meurtriers d'Europe. En 2011, on y compte 750 morts et au moins 628 blessés (forces de sécurité, insurgés et civils) et, du 1er janvier au 1er septembre 2012, 516 morts et 397 blessés.
De 2006 à 2020, les unités du génie du ministère des Situations d'urgence et du ministère de la Défense russes déminent près de 22 000 hectares de terres en Tchétchénie en neutralisant environ 44 000 engins explosifs,,. Le déminage se poursuit au-delà de 2020,.

### Fait d'arme
En 2001, une jeune Tchétchène, Aïzan Gazoueva, devient une figure mythique pour le mouvement séparatiste. Alors qu'elle n'avait que 18 ans, cette jeune mariée se fait exploser auprès du général Gueïdar Gadjiev et de ses hommes. Par cet acte, elle souhaitait venger à la fois son époux, son oncle et ses deux frères, « disparus » après une rafle dirigée par cet officier,.

## Dans l'art
- L'Éléphant vert un film anti-guerre de 1999, de style trash, consacré à la situation au sein de l'armée russe et de la société en général à cette époque.